# 꼬리뼈
꼬리뼈(영어: coccyx) 또는 미골(尾骨) 또는 꼬리척추뼈는 인체해부학에서 척주의 가장 마지막 척추뼈이다. 미저골 또는 미추(尾椎)라고도 부른다. 엉치뼈(sacrum) 밑에 위치하는 꼬리뼈는 3-5개의 척추뼈로 구성되는데, 척추뼈끼리 서로 분리되어 있거나 융합되어 있다. 엉치뼈와 꼬리뼈는 섬유연골관절(fibrocartilaginous joint)을 형성하고 있으므로 서로간의 움직임은 매우 제한적이다.
꼬리뼈의 영문명인 "coccyx"는 그리스어가 어원이며, 그 뜻은 뻐꾸기이다. 꼬리뼈의 옆모습이 뻐꾸기 부리의 굽은 모양을 연상시키기 때문이다.

## 기능
꼬리뼈에는 중요한 여러 근육, 힘줄, 인대가 부착하므로, 수술적으로 꼬리뼈를 제거할 때는 이 점을 주의해야 한다. 또한, 꼬리뼈는 체중을 지탱하는 삼각대의 일부이며, 특히 사람이 앉을 때 중요한 역할을 한다. 사람이 앞으로 몸을 기울인 자세로 앉아 있을 때, 궁둥뼈결절(ischial tuberosity)과 궁둥뼈아래가지(inf. ramus of ischium)가 체중의 대부분을 지지하지만, 몸을 뒤로 기울여 앉았을 때는 상당량의 체중이 꼬리뼈로 이동한다.
꼬리뼈의 앞면은 골반바닥(pelvic floor)의 기능에 중요한 역할(배변 및 배변자제)을 하는 여러 근육들이 부착한다. 항문올림근(levator ani), 꼬리근(coccygeus m.), 엉덩꼬리근(iliococcygeus m.), 두덩꼬리근(pubococcygeus m.) 등이 부착한다. 근육 뿐만 아니라, 항문꼬리솔기(anococcygeal raphe)를 통해 항문(anus)의 위치도 고정한다. 꼬리뼈의 뒷면에는 걷기 운동에 중요한 역할을 하는 큰볼기근(gluteus maximus)의 일부가 부착한다.
여러 중요한 인대도 꼬리뼈에 부착한다. 앞엉치꼬리인대(ant. sacrococcygeal lig.)와 뒤엉치꼬리인대(post. sacrococcygeal lig.)는 척추뼈를 따라 주행하는 앞세로인대(ant. longitudinal lig.)와 뒤세로인대(post. longitudinal lig.)의 연장선이다. 또한, 바깥엉치꼬리인대(lat. sacrococcygeal lig.)는 제5엉치신경이 나가는 구멍을 완성한다. 궁둥뼈가시(ischial spine)과 궁둥뼈결절에서 출발한 엉치가시인대(sacrospinous lig.)와 엉치결절인대(sacrotuberous lig.) 또한 꼬리뼈에 부착한다.
척수원뿔(conus medullaris)의 끝에서 뻗어져나온 연질막(pia mater)인 종말끈(filum terminale)이 꼬리뼈 안으로 들어온다.

## 구조
꼬리뼈는 네개(혹은 3개, 5개)의 흔적 척추뼈로 이루어져있다. 위쪽의 엉치뼈와 직접 관절을 형성하는 첫 번째 마디는 상당히 크고 엉치뼈와 비슷한 모습을 가지고 있으며 종종 다른 꼬리뼈와 융합하지 않고 독립되어 있는 경우가 있다. 꼬리뼈는 위에서부터 크기가 점차 작아져 가장 아래 끝은 뾰족하다. 꼬리뼈의 각 마디는 원래 독립된 척추뼈이므로 각각 관절돌기(articular process)나 가로돌기(transverse process)의 흔적을 찾을 수 있다. 특히 맨 첫 번째 마디의 가로돌기는 매우 뚜렷하며 두드러진다. 그러나 척추뼈고리판(lamina), 척추뼈뿌리(pedicle), 가시돌기(spinous process) 등은 흔적이 없다.
일반적으로 성인이 되면 꼬리뼈는 대개 하나로 융합된다고 알려져 있으나 이는 융합의 정도에 따라 기준이 다르며 문헌에 따르면 보통 2-3개의 분절로 구성되는 경우가 가장 흔하며, 많게는 5개의 독립된 뼈로 구성된다.

### 표면
앞면은 오목하며 가로로 주행하는 두드러진 3개의 고랑(groove)이 있는데, 이는 원래 독립된 척추뼈들이 하나로 융합되면서 나타나는 것이다. 앞면에는 앞엉치꼬리인대(ant. sacrococcygeal lig.), 항문올림근(levator ani)이 부착되며, 곧창자(직장, rectum)의 일부를 지지한다. 뒷면은 볼록하며 역시 앞면처럼 두드러진 가로로 주행하는 고랑이 있다. 또한 고랑 위아래로 여러개의 결절들이 주행하는데, 이는 척추뼈인 꼬리뼈의 관절돌기 흔적이다. 꼬리뼈의 위쪽에는 위로 뻗은 한쌍의 구조물이 있는데, 이를 꼬리뼈뿔(coccygeal cornua)이라고 부른다. 꼬리뼈뿔은 엉치뼈뿔과 서로 관절을 형성하거나 인접하기만 하는데, 그 아래 생긴 공간으로 제5엉치신경의 뒤갈래가 나간다.

### 모서리
바깥 모서리는 얇고 모서리를 따라 잡은 융기가 줄지어 돋아있는데, 이는 척추뼈의 가로돌기에 해당한다. 이 중 첫 번째 융기가 가장 커서, 간혹 엉치뼈의 바깥 모서리 아래부분과 만난다. 서로 만나 구멍을 형성하면 이를 통해 제5엉치신경의 앞갈래가 지나간다.
모서리에는 엉치결절인대(sacrotuberous ligament), 엉치척추인대(sacrospinous lig)가 부착하는데, 그 앞으로 꼬리근(coccygeus m.)가 있고 뒤로는 큰볼기근(gluteus maximus)이 있다.

### 꼭대기
꼭대기는 둥글고 바깥항문조임근(sphincter ani externus)의 힘줄이 부착한다.

### 엉치꼬리뼈관절과 꼬리뼈사이관절
이 관절들은 형태가 다양하다: (1) 윤활관절(synovial joints); (2) 섬유연골(fibrocartilage)의 얇은 디스크; (3) 윤활관절과 섬유연골의 중간형태; (4) 석회화(ossified)

## 병리
꼬리뼈를 다치면 꼬리뼈통증이 발생할 수 있다.
 꼬리뼈에 발생하는 종양은 여러가지가 알려져 있는데, 그 중 가장 흔한 것은 엉치꼬리기형종(sacrococcygeal teratoma)이다. 꼬리뼈통증이나 꼬리뼈종양 둘다 꼬리뼈를 제거하는 꼬리뼈절제술(coccygectomy)이 필요할 수 있다. 꼬리뼈절제술의 합병증 중 하나는 꼬리뼈탈장이다. 하지만 다행스럽게도, 대부분의 꼬리뼈통증은 비수술적 치료에 반응을 잘하는 편이다.

## 추가 이미지

척주
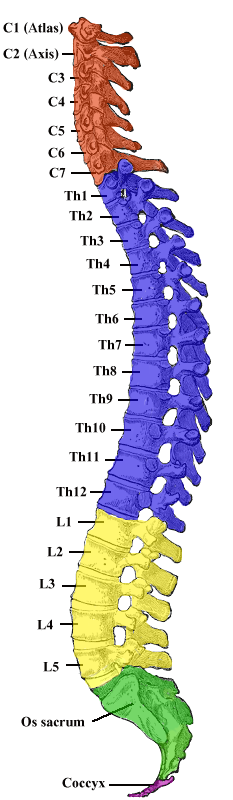
척주
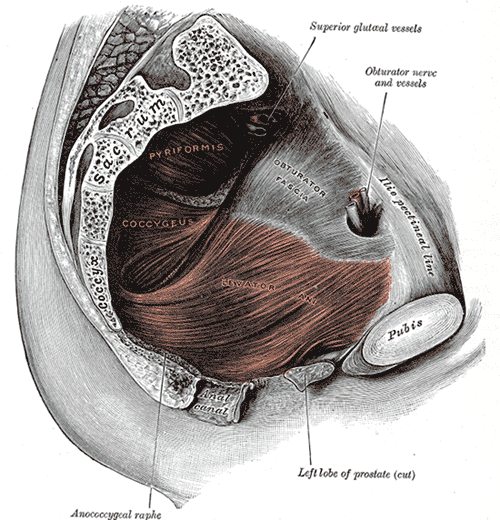
왼쪽 항문올림근
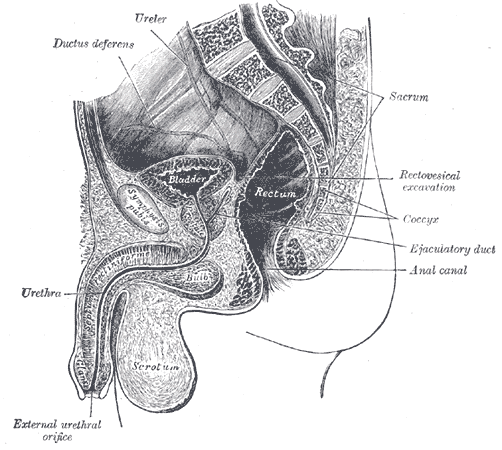
남성골반의 정중시상단면
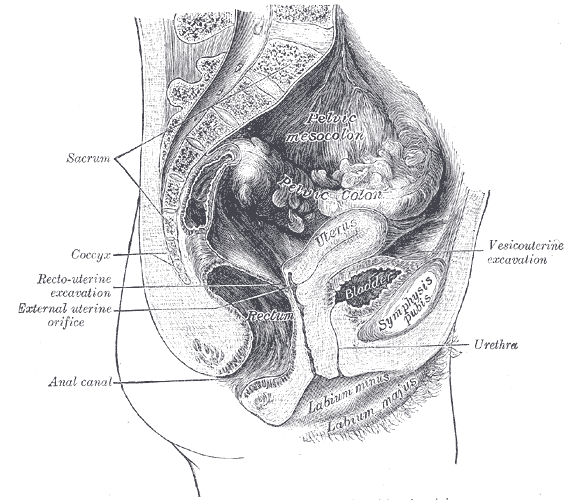
여성골반의 정중시상단면

## 같이 보기
- 인체골격
- 인체 뼈 목록
- 골반기저근

## 인용
- Foye P, Buttaci C, Stitik T, Yonclas P (2006). “Successful injection for coccyx pain.”. 《Am J Phys Med Rehabil》 85 (9): 783. doi:10.1097/01.phm.0000233174.86070.63. PMID 16924191.
- Foye, Patrick M; Buttaci, Charles J (3). “Coccyx Pain”. eMedicine.
- Kim NH; Suk KS] (1999 Jun). “Clinical and radiological differences between traumatic and idiopathic coccygodynia”. 《Yonsei Medical Journal》 (40:3).
- Kunimatsu, Yutaka; Nakatsukasa, Masato;  외. (December 2007). “A new Late Miocene great ape from Kenya and its implications for the origins of African great apes and humans”. 《Proceedings of the National Academy of Sciences》 104 (49). doi:10.1073/pnas.0706190104. January 2010에 확인함.
- Maigne JY, Molinie V, Fautrel B. (1992). “Anatomie des disques coccygiens.”. 《Revue de Médecine Orthopedique》 28.
- Maigne, J-Y; Doursounian, L; Chatellier, G.] (2000). “Causes and Mechanisms of Common Coccydynia. Spine” 25 (23). coccyx.org.
- Miranda EP, Anderson AL, Dosanjh AS, Lee CK (2007년 9월). “Successful management of recurrent coccygeal hernia with the de-epithelialised rectus abdominis musculocutaneous flap”. 《J Plast Reconstr Aesthet Surg》 62 (1): 98. doi:10.1016/j.bjps.2007.08.002. PMID 17889632.
- Nakatsukasa, Masato (2004 May). “Acquisition of bipedalism: the Miocene hominoid record and modern analogues for bipedal protohominids”. 《Journal of Anatomy》 (204(5)): 385–402. doi:10.1111/j.0021-8782.2004.00290.x. 2013년 8월 1일에 원본 문서에서 보존된 문서. 2010년 6월 30일에 확인함.
- Morris, Craig E. (2005). 《Low Back Syndromes: Integrated Clinical Management》. McGraw-Hill. ISBN 0071374728.
- Postacchini F, Massobrio M] (1983년 Oct월). “Idiopathic coccygodynia. Analysis of 51 operative cases and a radiographic study of the normal coccyx”. 《The Journal of bone and joint surgery》 American volume판 (65(8)).
- Saladin, Kenneth S. (2003). 《Anatomy & Physiology: The Unity of Form and Function》 3판. McGraw-Hill.
- Saluja PG. (1988). “The incidence of ossification of the sacrococcygeal joint.”. 《Journal of Anatomy》 156.